# Blonde Redhead
I Blonde Redhead sono un gruppo indie rock italo-giapponese naturalizzato statunitense, formatosi nel 1993 a New York e composto dalla giapponese Kazu Makino (voce e chitarra elettrica) e dai gemelli italiani Amedeo (voce e chitarra) e Simone Pace (batteria). Inizialmente faceva parte del gruppo anche la bassista Maki Takahashi.

## Storia
Amedeo e Simone Pace sono nati in Italia, a Milano, ma si sono trasferiti in Canada all'età di 13 anni, prima di trasferirsi poi negli Stati Uniti d'America, a Boston, dove iniziano la loro carriera musicale studiando jazz. Il loro percorso artistico li porta a suonare negli ambienti newyorkesi, dove, nel 1993, conoscono la cantante giapponese Kazu Makino. A loro si unisce la bassista Maki Takahashi.
Si formano così i Blonde Redhead, con Amedeo Pace a chitarra, voce e alla composizione delle canzoni (talvolta aiutato da Kazu Makino); Kazu Makino alla voce e alla chitarra; Simone Pace alla batteria; Maki Takahashi al basso.
Quest'ultima abbandonerà presto la band, il che darà vita alla storica e definitiva formazione a tre. Amedeo Pace e Kazu Makino, che hanno iniziato una relazione nei primi anni della band, si sono successivamente sposati.
Il debutto della band coincide con la pubblicazione, avvenuta nel 1993, del singolo Amescream, a cui seguirà Vague. Nello stesso periodo il gruppo cattura l'attenzione di Steve Shelley, batterista della band noise rock Sonic Youth, che, nel 1993, produce il loro primo album, l'omonimo Blonde Redhead. Subito dopo la pubblicazione dell'album, Maki Takahashi lascia il gruppo e viene sostituita da Toko Yasuda (The Van Pelt, The Lapse, Enon).  Anche quest'ultima lascia poco dopo la band e quindi gli altri componenti continuano la carriera come trio.
Il secondo album della band è La Mia Vita Violenta ed è stato pubblicato nel 1995. Il titolo dell'album è un riferimento al romanzo Una vita violenta di Pier Paolo Pasolini, a cui è dedicato l'LP.
Con la pubblicazione del terzo album, ossia Fake Can Be Just as Good (1998), il gruppo raggiunge la maturità definitiva, attraverso uno stile e un affiatamento unico che li porta a sperimentare diversi generi. Il trio si afferma come uno dei gruppi più interessanti del panorama indie rock. Alle registrazioni di Fake Can Be Just as Good si unirà provvisoriamente anche il bassista degli Unwound Vern Rumsey.
Il loro quarto album, In an Expression of the Inexpressible (1998), viene prodotto da Guy Picciotto, cantante e chitarrista dei Fugazi, che contribuisce alla parte artistica dell'album cantando nel pezzo Futurism vs. Passeism Part 2.
Nel 2000 il gruppo raggiunge l'apice del proprio successo grazie alla pubblicazione di Melody of Certain Damaged Lemons. Il disco ottiene apprezzamenti anche in Italia, paese d'origine dei fratelli Pace. Questo lavoro li porterà, nei mesi seguenti, ad accompagnare in tour gruppi come Red Hot Chili Peppers e Foo Fighters. Anche questo disco è stato prodotto da Guy Picciotto, che ha anche prodotto anche il sesto disco della band, ossia Misery Is a Butterfly (2004). Questo lavoro è il primo pubblicato con la 4AD, segna il passaggio alla musica d'autore, ed è da molti considerato il loro album capolavoro. Gli album Melody Of Certain Damaged Lemons e Misery Is a Butterfly sono stati mixati da Alan Moulder.
Il successivo album, dal titolo 23 (2007), segna il viraggio verso la musica shoegaze, più dolce e più leggera rispetto al passato. Questa svolta verso sonorità prettamente pop e di elettronica soft, viene confermata dall'album Penny Sparkle (2010).
Il 10 giugno 2014, il trio annuncia i dettagli del nuovo lavoro, Barragán, e del relativo tour. Il disco, prodotto e missato da Drew Brown (Beck, Radiohead e i The Books), registrato al Key Club di Benton Harbor, nel Michigan, e ai Magic Shop di New York City, esce il 2 settembre 2014 su Kobalt.
Successivamente Kazu Makino si allontana momentaneamente dalla band (senza uscire dal gruppo), sostenendo di aver bisogno di una pausa a causa di crescenti tensioni nel processo creativo, che negli ultimi 10 anni era diventato molto più acceso rispetto al passato, in parte perché Kazu sentiva l'esigenza di scrivere un album da sola, a causa del fatto che si sentiva un po' schiacciata quasi dalla prolificità del principale compositore Amedeo Pace, sia per la lunga storia d'amore travagliata tra i due, finita qualche anno prima.
Nel 2020, dopo essersi ritirata in Italia all'Isola D'Elba, con lo scoppio della pandemia di Covid-19, Kazu torna negli Stati Uniti, dove si riavvicina (ma non sentimentalmente) ad Amedeo che vive in campagna con la sua compagna, e con cui passerà l'isolamento. In questo periodo i due decidono di riavvicinarsi come compagni di band e iniziano a gettare le basi per nuovi pezzi e un nuovo album, elaborate poi con Simone Pace dopo la fine dell'isolamento.
Il 29 Settembre 2023 viene pubblicato Sit Down for Dinner contenente 11 nuovi brani. L'attesa per un nuovo album dei Blonde Redhead è stata lunga, ma è stata ben ripagata. Sit Down for Dinner è un album coeso e ricco di spunti, che conferma la grandezza del trio newyorkese. Il disco è ispirato al romanzo "L'anno del pensiero magico" di Joan Didion, che affronta il tema del lutto. Da queste parole muove il fascino cristallino di Sit Down for Dinner. Vi si ascoltano insieme poesia dell'assenza e del ricordo e prosa della quotidianità e dell'afflato vitale. La scrittura è a livelli costantemente alti, con una vena introspettiva e riflessiva mai così a fuoco altrove. Una ritrovata età dell'innocenza, e dunque dell'immediatezza, illumina e riscalda brani come "Before" o "Snowman". Sit Down for Dinner è un album che colpisce e sorprende, un'opera che si pone al vertice della discografia dei Blonde Redhead.

## Caratteristiche e stile musicale
I Blonde Redhead hanno progressivamente accresciuto la loro popolarità all'interno della scena musicale underground. Sebbene la musica degli esordi venisse spesso ritenuta troppo simile a quella dei Sonic Youth, i Blonde Redhead sono riusciti, nel tempo, a creare un loro stile personale ed efficace.
I primi dischi del gruppo, infatti, sono caratterizzati da una forte componente noise rock. A partire dagli anni 2000, la band ha virato verso il dream pop e lo shoegaze.
Kazu Makino è nota per la sua voce acuta e intensa, con la quale canta su eleganti riff di chitarra e complesse costruzioni ritmiche, spesso opera del chitarrista e cantante Amedeo Pace, principale compositore e mente musicale del gruppo.

## Altri lavori
A metà del 2008, hanno scritto e registrato più di 15 brani per il film-documentario The Dungeon Master. Il film è stato presentato al Toronto International Film Festival ed è uscito il 12 febbraio 2010. La colonna sonora è stata pubblicata nel luglio 2010.
Nel 2009 hanno contribuito alla realizzazione dell'album di beneficenza Dark Was the Night, prodotto dalla Red Hot Organization.
Inoltre, molte loro canzoni sono state inserite in telefilm e film:
- Spring And By Summer Fall (dall'album 23) si trova all'inizio della puntata numero 5 della quarta stagione del telefilm Numb3rs. Il titolo dell'episodio è Robin Hood.
- Elephant Woman fa da sottofondo nei titoli di coda del film Hard Candy del 2005.
- Misery Is a Butterfly è inserita nel film Tout est parfait.
- Messenger è inserita nel film di Miranda July Me and You and Everyone We Know, ed è stata inoltre reinterpretata vocalmente (con la medesima base) dal cantautore David Sylvian.
- 23 è usata negli spot delle auto Pontiac nel 2009 diffusi su internet ed in televisione con il titolo Experience Pontiac. Lo stesso brano è stato utilizzato anche in un episodio delle serie TV Skins nel febbraio 2008, in un annuncio del Crystal Geyser nel maggio 2008 in Giappone, e in un episodio di Grey's Anatomy.
- Hated because of Great Qualities fa da sottofondo in una scena del film Come tu mi vuoi che vede protagonisti gli attori Nicolas Vaporidis e Cristiana Capotondi.
- For the Damaged Coda è inserita nel film L'ultimo bacio di Gabriele Muccino e usata come leitmotiv del personaggio Evil Morty della serie TV animata Rick and Morty.

## Formazione

### Formazione attuale
- Kazu Makino - voce, chitarra ritmica, tastiere live
- Amedeo Pace - voce, chitarra solista, basso, tastiere, sequencer
- Simone Pace - batteria, percussioni, tastiere

### Ex componenti
- Maki Takahashi - basso
- Toko Yasuda - tastiere, basso
- Vern Rumsey - basso
- Alberto Fabris - basso elettrico

## Discografia

### Album in studio
- 1994 - Blonde Redhead (Smells Like Records)
- 1995 - La Mia Vita Violenta (Smells Like Records)
- 1997 - Fake Can Be Just as Good (Touch and Go Records)
- 1998 - In an Expression of the Inexpressible (Touch and Go Records)
- 2000 - Melody of Certain Damaged Lemons (Touch and Go Records)
- 2004 - Misery Is a Butterfly (4AD)
- 2007 - 23 (4AD)
- 2010 - Penny Sparkle (4AD)
- 2014 - Barragán (Kobalt)
- 2023 - Sit Down for Dinner (Section1)
- 2025 - The Shadow Of The Guest

### EP
- 2000 - Melodie Citronique (Touch and Go Records)
- 2005 - The Secret Society of Butterflies (4AD/Beggars Banquet)
- 2017 - 3 O'Clock (Asa Wa Kuru / Ponderosa Music & Art)

### Singoli
- 1993 - Amescream/Big song (Oxo Records)
- 1994 - Vague/Jet star (Smells Like Records)
- 1995 - 10 Feet High/Valentine (Smells Like Records)
- 1995 - Flying Douglas/Harmony (Rough Trade Records)
- 1997 - Symphony of Treble/Kasuality (Touch and Go Records)
- 1998 - Limited conversation/Slogan (Touch and Go Records)
- 2004 - Elephant Woman (4AD/Beggars Banquet)
- 2004 - Equus (4AD/Beggars Banquet)
- 2007 - 23 (4AD)
- 2007 - Silently (4AD)
- 2010 - Here Sometimes (4AD)